# Hedi Schillig
Hedi Wyrsch-Schillig (o Hedy; 1949) è un'ex sciatrice alpina svizzera.

## Biografia
Specialista delle prove tecniche originaria di Bürglen, Hedi Schillig debuttò in campo internazionale in occasione del trofeo Arlberg-Kandahar 1968, il 24 febbraio a Chamonix in slalom speciale (25ª); nella medesima specialità in Coppa del Mondo esordì il 7 gennaio 1969 a Grindelwald (20ª), conquistò il miglior risultato il 15 marzo dello stesso anno a Mont-Sainte-Anne (13ª), ottenne l'ultimo piazzamento il 14 gennaio 1971 a Grindelwald (25ª) e prese per l'ultima volta il via il 4 febbraio seguente a Mürren, senza completare la gara. Continuò a gareggiare in competizioni nazionali fino al 1973; non prese parte a rassegne olimpiche o iridate.

## Palmarès

### Campionati svizzeri
- 1 oro (slalom speciale[1][7] nel 1970)